# 효열황후
효열황후 방씨(孝烈皇后 方氏, 정덕 11년 7월 28일(1516년 8월 25일) ~ 가정 26년 11월 18일(1547년 12월 29일))는 가정제의 제2계후이다. 강녕부(江寧府) 출신이고, 아버지는 방태(方泰)이다.

## 생애
가정 10년 3월(1531년), 방씨는 궁에 입궁을 한 후, 덕빈(德嬪)이라는 봉호를 받는다. 가정 13년(1534년), 황후 장씨는 폐위를 당하고 난 후, 새로운 황후를 책봉하려고 신료들의 의견을 듣다보니, 그 중에 덕빈 방씨를 제일 좋게 간언을 하였다. 그래서 덕빈 방씨는 새 황후로 책봉하였다.
방씨가 황후가 되고 난 몇년 후, 가정 21년(1542년)에 궁녀들이 황제를 암살하는 사건(임인궁변)이 일어났다. 그러나 황제의 암살을 계획하던 도중에 방황후에게 발각되어 실패로 끝이 났고, 양금영(楊金英)과 같은 주도자들과 그외 따르던 궁녀들은 처형을 하였다. 그리고 반란에 원인을 단비 조씨(端妃 曹氏)도 처형시겼다. 그러나 가정제는 단비 조씨를 총애를 하고 있었기에, 그 이후에 가정제는 황후 방씨에게 진노하였고, 그만 쓰러지고 말았다. 쓰러진 가정제는 일년 후에 다시 일어날 때까지 황후 방씨는 열심히 가정제를 간호하였다. 다시 일어 나고 난 후인 가정 26년 11월(1547년)에 궁에 화재사건이 났다. 가정제는 무사히 빠져나왔으나, 가정제가 단비 조씨를 처형한 사건에 아직도 진노하고 있었기 때문에 황후 방씨를 구하라는 어명을 내리지 않았고, 황후 방씨는 나오지 못하고 질식사로 붕어하였다.
그 이후로 가정제는 붕어 할 때까지 다시 황후를 들이지 않았다.

## 시호, 능호
사후 시호는 효열황후(孝烈皇后)이며, 융경제가 즉위한 이후 정식시호는 효열단순민혜공성지천위성황후(孝烈端順敏惠恭誠祗天衛聖皇后)이다.
특이하게도 효열황후에게 도교의 호인 도호가 추호가 되었고, 구천금궐옥당보성천후장선묘화원군(九天金闕玉堂輔聖天后掌仙妙化元君)라는 도호가 내려졌다.
능호는 영릉(永陵)이며, 신주는 홍효전(弘孝殿)에 모셔졌다. 효결숙황후와 함께 태묘에 합장되었다.